# Rucavas pagasts
Rucavas pagasts er en territorial enhed i Rucavas novads i Letland. Pagasten havde 1.249 indbyggere i 2010 og omfatter et areal på 238,10 kvadratkilometer. Hovedbyen i pagasten er Rucava.